# Aeroportul Tobruk
Aeroportul Tobruk (IATA: TOB, ICAO: HLTQ) este un aeroport din Tobruk, Districtul Al Butnan, Libia ce deservește zona Cirenaica.
aeroportul dispune de 1 pistă.

## Infrastructură

### Piste
Aeroportul dispune de o singură pistă. Pista are orientarea 02/20. 